# St. Hildegardis (Düsseldorf)

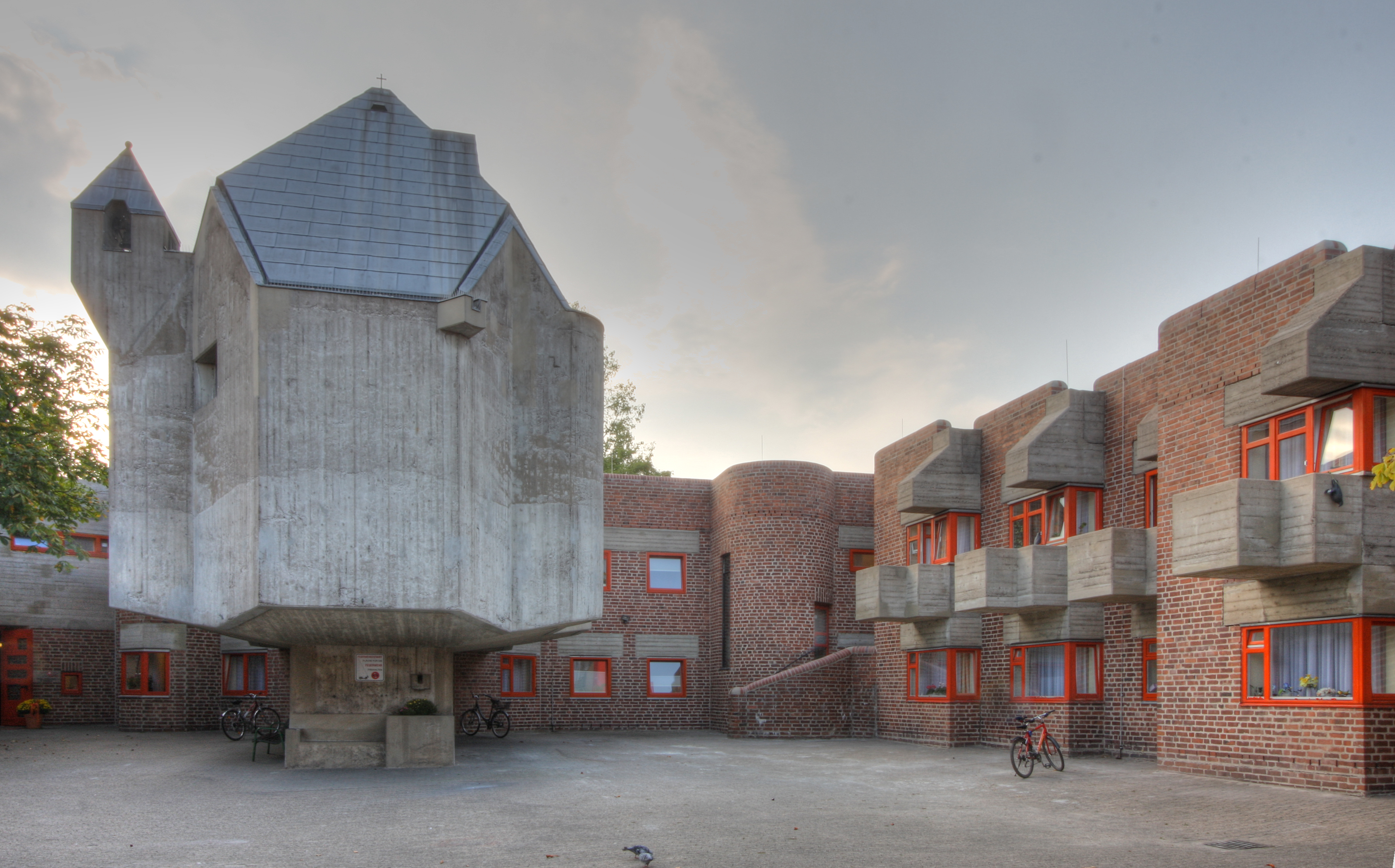
St. Hildegardis mit Seniorenwohnungen

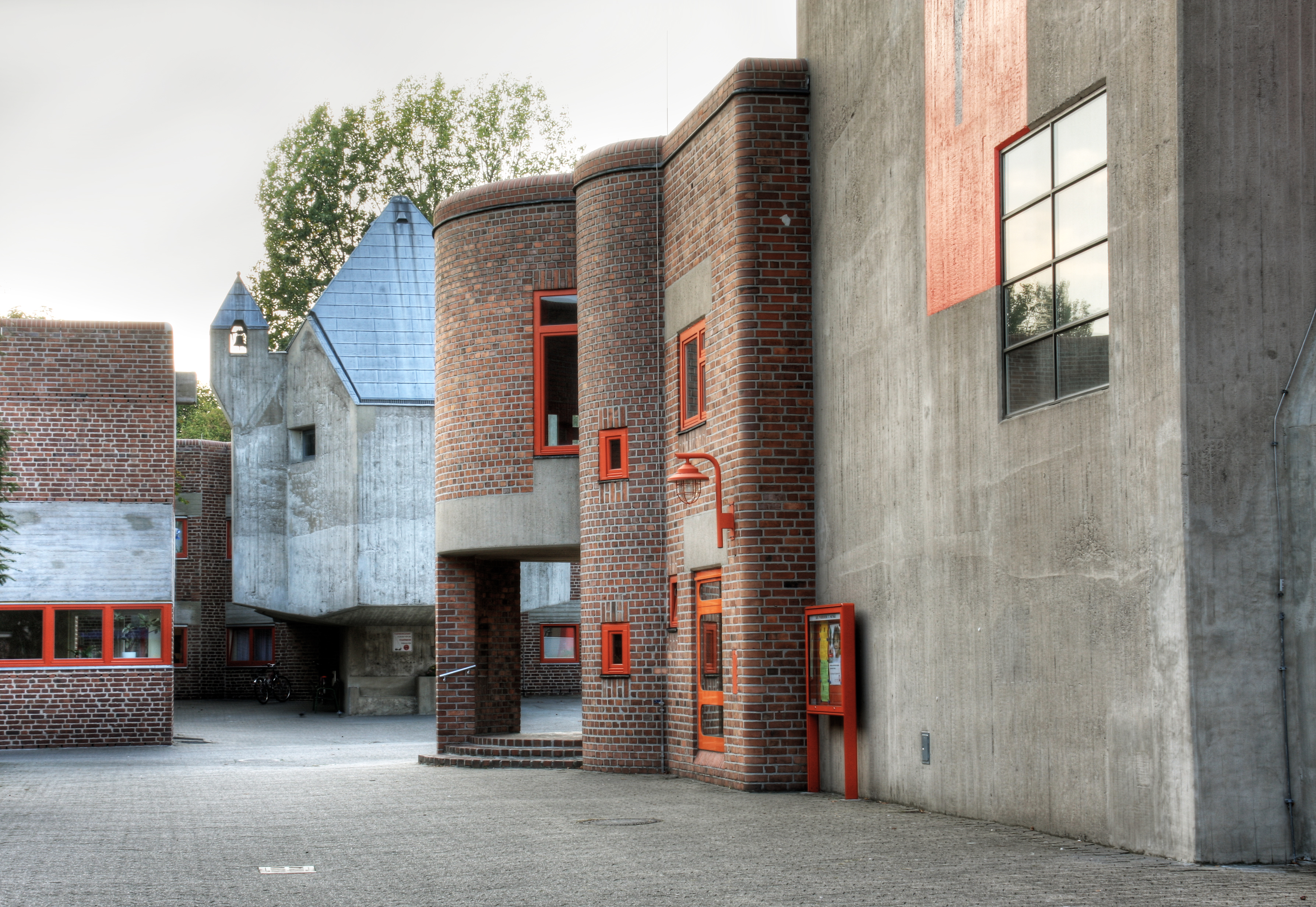
St. Hildegardis, davor die Südseite der St.-Matthäus-Kirche

Die Altenheimkapelle St. Hildegardis an der Ricarda-Huch-Straße in Düsseldorf-Garath wurde von 1962 bis 1970 nach Plänen von Gottfried Böhm erbaut. Sie ist ein Beispiel für die Verwendung von Sichtbeton als vorrangigem Baumaterial. So ist es „ein im Außenbau … kantiger, durch eine schwere Stütze aufgeständerter Betonbau“. Ein Glockenerker durchbricht die Kontur des Betonbaus. Unverkennbar ist die Verwandtschaft mit dem gleichzeitig entstandenen, ungleich größeren Nevigeser Wallfahrtsdom. Zum Ensemble gehört die ebenfalls von Gottfried Böhm konzipierte Pfarrkirche St. Matthäus.